# A-dos-Carneiros
A-dos-Carneiros era, em 1747, uma aldeia da comarca e termo da vila de Alenquer, Patriarcado de Lisboa, na Província da Estremadura. Na época havia aqui uma ermida da invocação de Santa Bárbara.